# Denver County
Denver County is een county in de Amerikaanse staat Colorado.
De county heeft een landoppervlakte van 397 km² en telt 554.636 inwoners (volkstelling 2000).